# Altxedat
Altxedat (en rus: Алчедат) és un poble de l'óblast de Kémerovo, a Rússia, que en el cens del 2010 tenia 606 habitants, pertany al districte de Verkh-Txebulà.